# كاماني هيل
كاماني هيل (بالإنجليزية:  Kamani Hill)‏ (مواليد 28 ديسمبر 1985 -) لاعب كرة قدم أمريكي يجيد اللعب في خط الهجوم . يلعب حاليا لصالح نادي فيتوريا جيمارايش البرتغالي.

## روابط خارجية
- كاماني هيل على موقع الدوري الأمريكي (الإنجليزية)
- كاماني هيل على موقع قاعدة بيانات كرة القدم.إي يو (الإنجليزية)
- كاماني هيل على موقع بيانات كرة القدم. دي إي (الألمانية)
- كاماني هيل على موقع ناشيونال فوتبول تيمز (الإنجليزية)
- كاماني هيل على موقع Soccerway.com (الإنجليزية)